# 懷克羅冰川
63°55′S 59°32′W / 63.917°S 59.533°W
懷克羅冰川（英語：Whitecloud Glacier）是南極洲的冰川，最終在特里尼蒂半島的阿爾蒙德角以西注入夏科灣，由英國委員會命名，英國測量隊在1948年測量該地區。